# Goldene Bulle
Goldene Bulle hay Sắc chỉ Vàng là một sắc luật ban hành bởi hội nghị đế quốc ở Nürnberg và Metz trong năm 1356 chủ tọa bởi Hoàng đế Karl IV, ấn định trong một thời kỳ kéo dài hơn 400 năm, những khía cạnh quan trọng của cấu trúc hiến pháp của đế quốc La Mã Thần thánh. Nó quy định thủ tục của cuộc bầu cử và lễ đăng quang của các Hoàng đế La Mã Thần thánh bởi các tuyển hầu tước cho đến đế quốc này chấm dứt tồn tại vào năm 1806. Tên Goldene Bulle là từ dấu ấn trong văn kiện, chỉ được phổ thông từ thế kỷ 15.
23 chương đầu được biết tới như là sách luật Nürnberg và được làm ra ở Nürnberg và được công bố vào ngày 10 tháng 1 năm 1356 tại Đại hội Đế quốc ở Nürnberg. Chương 24 tới 31 được gọi là sách luật Metz và được công bố vào ngày 25 tháng 12 năm 1356 tại Metz tại đại hội Hoàng gia Metz.
Vào tháng 6 năm 2013 Goldene Bulle đã được UNESCO đưa vào danh sách Di sản tư liệu thế giới.